# Gardie
Gardie ist eine Gemeinde im französischen Département Aude in Okzitanien. Sie gehört zum Kanton La Région Limouxine und zum Arrondissement Limoux. Sie grenzt im Norden an Saint-Hilaire, im Osten an Villebazy, im Süden an Villar-Saint-Anselme und im Westen an Pieusse. Die Bewohner nennen sich Gardinois.

## Bevölkerungsentwicklung
| Jahr      | 1962 | 1968 | 1975 | 1982 | 1990 | 1999 | 2008 | 2017 |
| --------- | ---- | ---- | ---- | ---- | ---- | ---- | ---- | ---- |
| Einwohner | 190  | 160  | 132  | 112  | 95   | 101  | 104  | 121  |